# Nitokra platypus
Nitokra platypus är en kräftdjursart som beskrevs av Daday 1906. Nitokra platypus ingår i släktet Nitokra och familjen Ameiridae.

## Underarter
Arten delas in i följande underarter:
- N. p. bakeri
- N. p. pietschmanni
- N. p. platypus